# Hayashi Tadasu

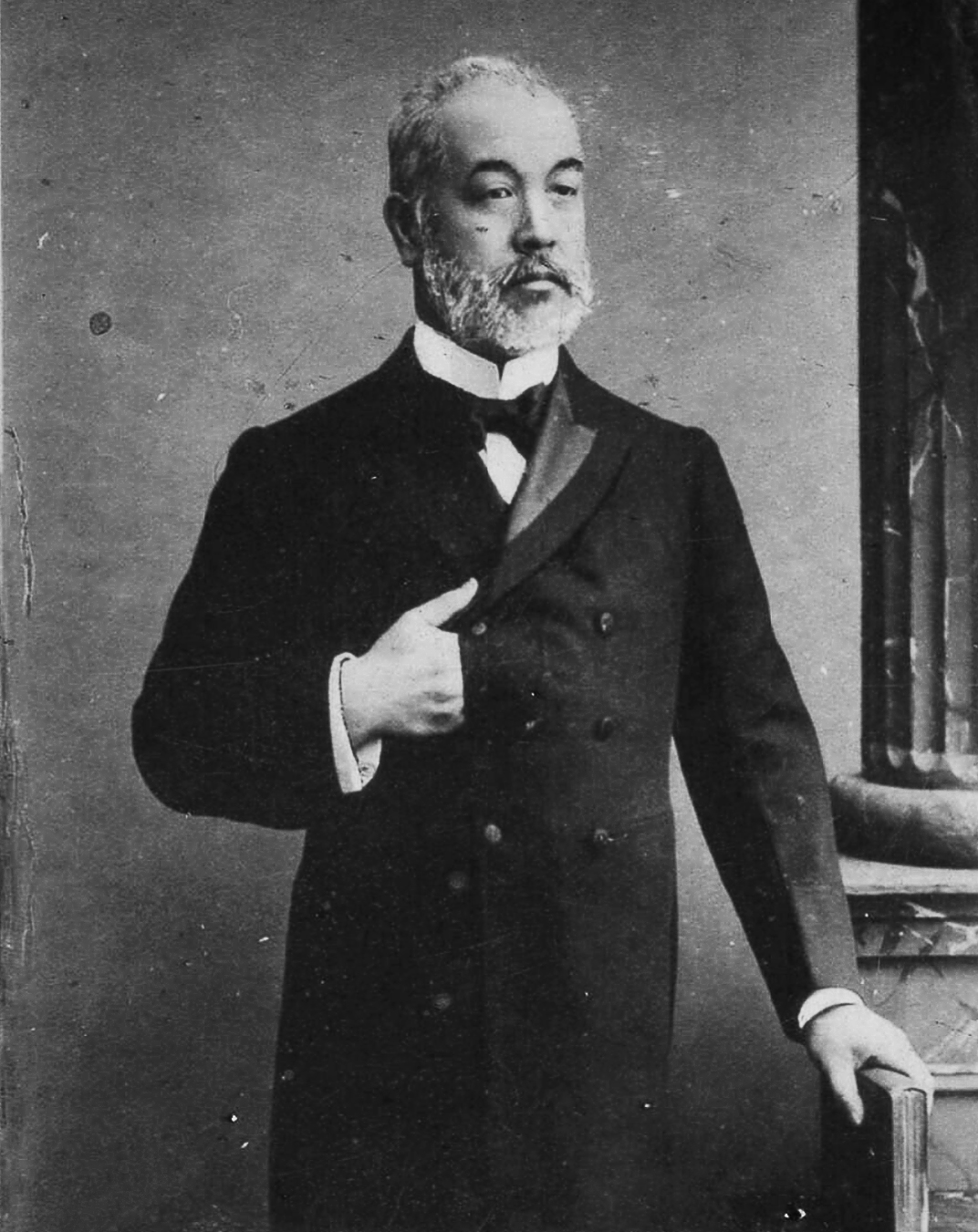
Hayashi Tadasu

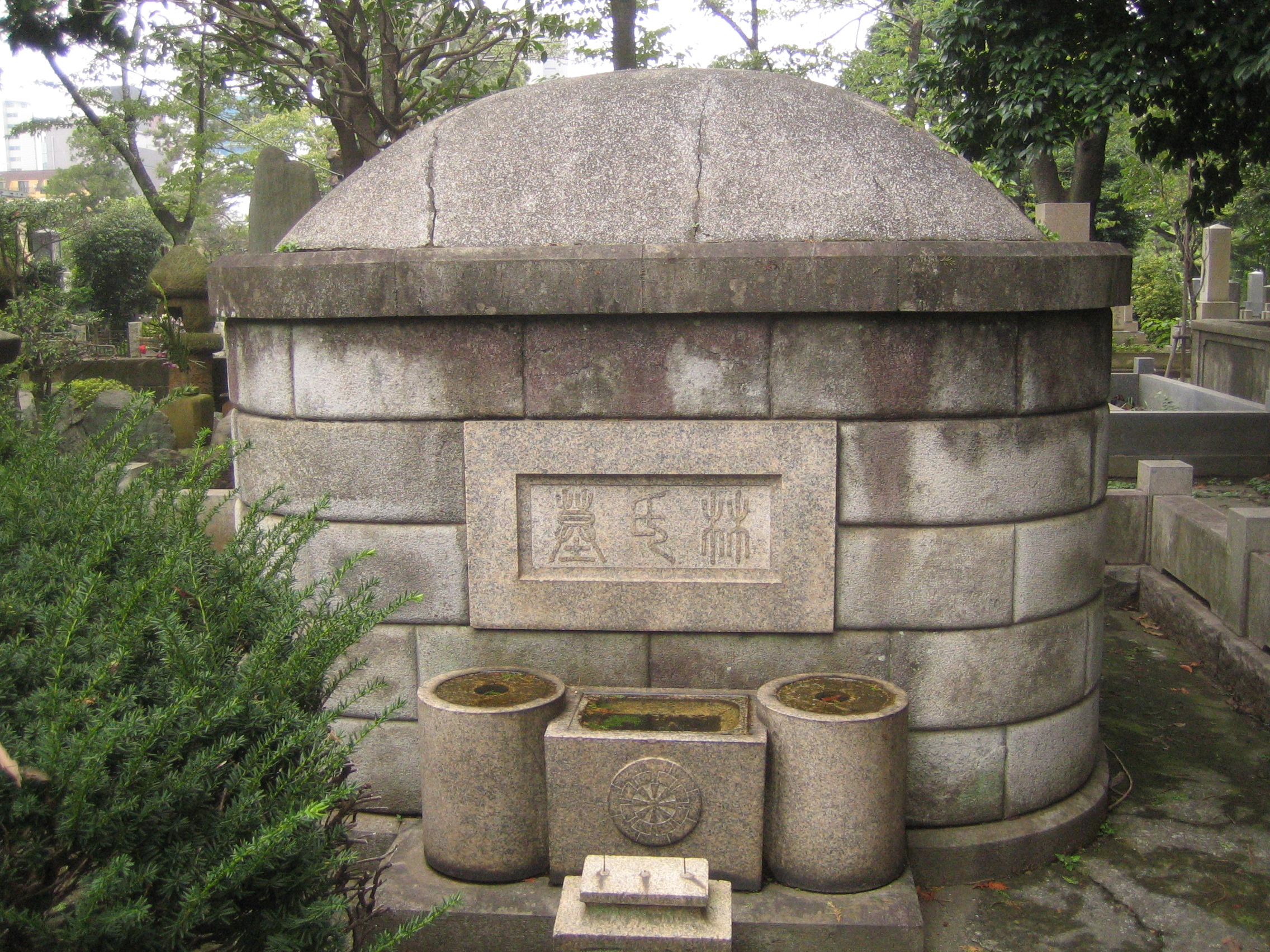
Hayashis Grab

Hakushaku Hayashi Tadasu (japanisch 林 董; * 11. April 1850 in Sakura, Provinz Shimousa (heute Präfektur Chiba); † 10. Juli 1913 in Hayama) war ein japanischer Politiker während der  Meiji-Zeit. Er wurde 1896 zum Baron (Danshaku), 1902 zum Vizegraf (Shishaku) und 1907 zum Graf (Hakushaku) ernannt.

## Leben und Werk
Hayashi Tadasu wurde als Samurai unter den Hotta in der Provinz Shimousa geboren. Er wurde von 1867 bis 1868 vom Bakufu nach London geschickt, aber er kehrte zurück, um mit Enomoto Takeaki nach der Meiji-Restauration 1868 gegen die neue Regierung zu kämpfen. Anfang 1869 ging er nach der Aufgabe der Festung Goryōkaku bei Hakodate in die Gefangenschaft. 1871 schloss er sich der neuen Regierung an und arbeitete innerhalb der Iwakura-Mission als Dolmetscher. 
Sein Hauptbeitrag zur Regierung lag auf dem Gebiet der auswärtigen Beziehungen. 1892 wurde er im 2. Itō-Kabinett stellvertretender Außenminister unter Mutsu Munemitsu, war Sondergesandter in China, Botschafter in Russland. Von 1900 bis 1906 war er Botschafter in Großbritannien, wo er erfolgreich für das Zustandekommen der Anglo-Japanische Allianz arbeitete. Als Außenminister von 1906 bis 1908 im 1. Saionji-Kabinett bemühte Hayashi sich, Japans Stellung in Asien zu stabilisieren, indem er Verträge mit Frankreich und Russland abschloss. Dem 2. Saionji-Kabinett gehörte er als Minister für Kommunikation an.
Hayashi wurde auf dem Friedhof Aoyama in Tokio bestattet.